# Samuel Liljeblad
Samuel Liljeblad, född 20 december 1761 i Mjösjöhults by i Södra Vi socken, Kalmar län, död 1 april 1815, var en svensk botaniker. 

## Biografi
Liljeblad började studera i Uppsala 1782 och blev filosofie magister 1788. Efter examen reste han i Lappland där han samlade sällsynta växter och gjorde flera unika botaniska fynd. 1789 utnämndes han till amanuens vid naturaliekabinettet i Uppsala och förordnades Adam Afzelius tjänst under dennes utlandsresa.
Då naturvetenskap under denna tid sågs som ett hjälpmedel till ekonomi och medicin, började Liljeblad att studera det senare och promoverades till medicine doktor 1793. Han förordnades till adjunkt vid vetenskapssocieteten i Uppsala och utnämndes 1796 till adjunkt. Han befordrades till Borgströmiansk professor 1802, en professur han innehade fram till sin död.

## Familj
Han var son till rusthållaren Håkan Larsson och Elin Persdotter. Han gifte sig 1809 med Kristina Ekfors.